# Helastia siris
Helastia siris là một loài bướm đêm trong họ Geometridae.